# De Roos van Dekama
De Roos van Dekama is een historische roman uit 1836, geschreven door Jacob van Lennep. De roman paste in de 19e-eeuwse traditie van de historische romans en sluit aan bij auteurs als Sir Walter Scott. De titel verwijst naar het personage Madzy, de enige dochter van Sjoerd Dekama.

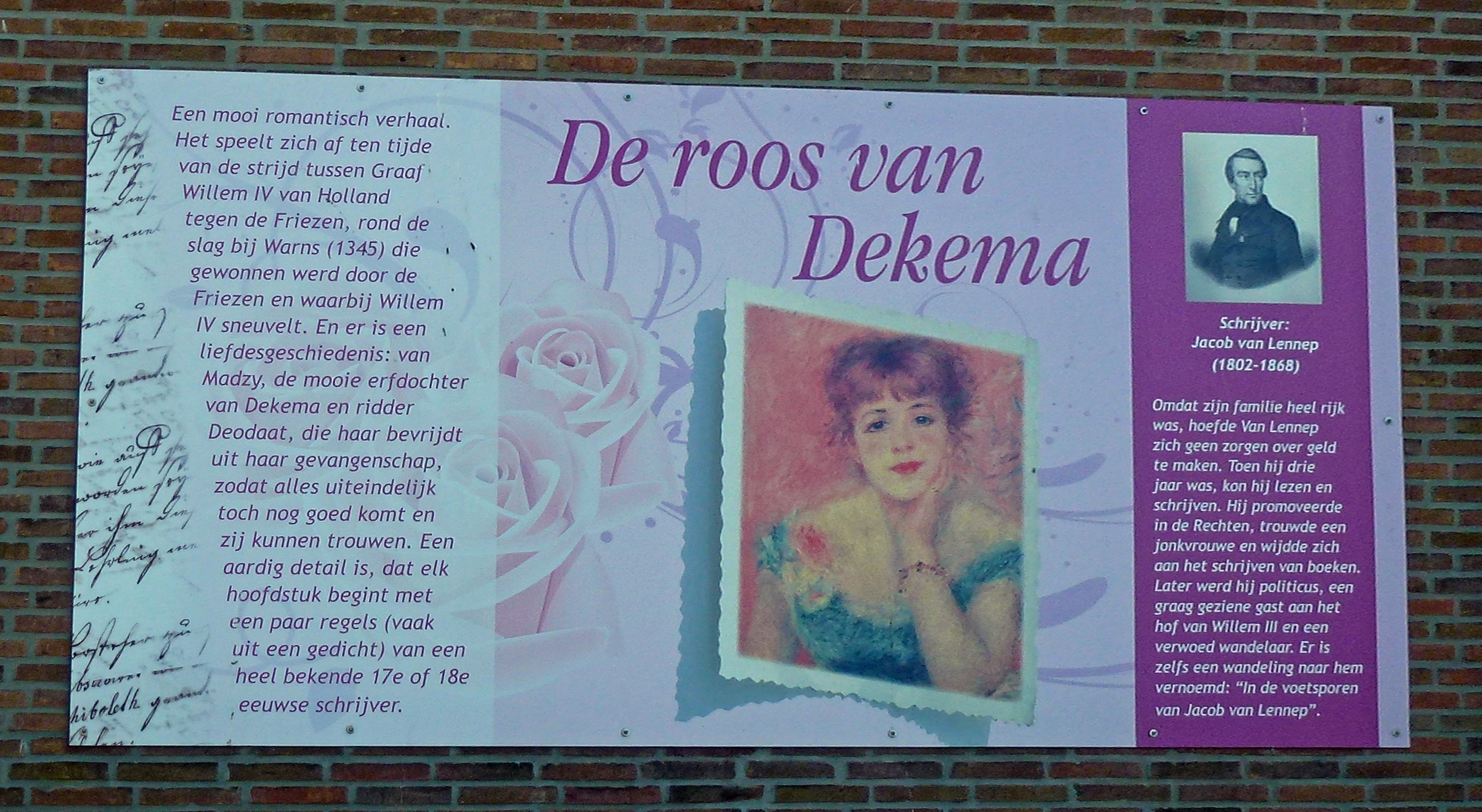
Informatiebord in Gouda bij de De roos van Dekemastraat

## Verhaal
De roman speelt zich af in 1345, tegen de achtergrond van de strijd tussen graaf Willem IV van Holland en de Friezen, en de nederlaag van Willem in de Slag bij Warns. In het gevolg van graaf Willem bevinden zich de ridders Deodaat en Reinout. De twee ridders zijn elkaars beste vriend, maar ze hebben ook allebei interesse in de Friese Madzy.

## Achtergrond
Van Lennep heeft zich serieus verdiept in de 14e-eeuwse geschiedenis om de historische achtergrond van het verhaal zo authentiek mogelijk te kunnen beschrijven. Hij maakte ook gebruik van ouderwetse woorden die de lezer het gevoel moesten geven een middeleeuws verhaal te lezen. De personages zijn genuanceerd en realistisch beschreven en er wordt door Van Lennep geen partij getrokken voor Holland of Friesland. In het boek wordt niet alleen de vijandschap tussen beide kampen getoond, maar ook de onderlinge goede banden die er waren. Personages worden niet eenzijdig neergezet.